# Acastillaje
Acastillaje, en náutica designa el conjunto de los accesorios de la cubierta de un barco, como grilletes, mosquetones, etc., que sirven para maniobrar las velas.
El término deriva del tiempo de los antiguos veleros donde había castillo de proa y de popa.
 